# Sitarze (Czerwonka-Folwark)
Sitarze – kolonia wsi Czerwonka-Folwark, położona w Polsce, w  województwie mazowieckim, w powiecie węgrowskim, w gminie Wierzbno.
W latach 1975–1998 miejscowość należała administracyjnie do województwa siedleckiego.
Wierni Kościoła rzymskokatolickiego należą do parafii św. Stanisława Biskupa Męczennika w Czerwonce Liwskiej.